# Xanthocryptus novozealandicus
Xanthocryptus novozealandicus är en stekelart som först beskrevs av Dalla Torre 1901.  Xanthocryptus novozealandicus ingår i släktet Xanthocryptus och familjen brokparasitsteklar. Inga underarter finns listade i Catalogue of Life.